# Love Songs (The Beatles)
Love Songs is een compilatiealbum van de Britse band The Beatles. Het album bevat vooral liefdesliedjes van de band. Het album werd op 21 oktober 1977 uitgebracht in de Verenigde Staten op Capitol Records en op 19 november 1977 in het Verenigd Koninkrijk op Parlophone. Het album bereikte de zevende plaats in de UK Albums Chart en de 24e plaats in de Amerikaanse Billboard 200. Capitol wilde een single uitbrengen ter promotie van het album, bestaande uit "Girl" op de A-kant en "You're Going to Lose That Girl" op de B-kant, maar kort voor de uitgave werd deze teruggetrokken.

## Tracks
Alle muziek en teksten zijn geschreven door Lennon-McCartney, tenzij anders aangegeven. 
| Nr. | Titel                      | Schrijver(s)    | Afkomstig van    | Duur |
| --- | -------------------------- | --------------- | ---------------- | ---- |
| 1.  | Yesterday                  |                 | Help!            | 2:03 |
| 2.  | I'll Follow the Sun        |                 | Beatles for Sale | 1:47 |
| 3.  | I Need You                 | George Harrison | Help!            | 2:27 |
| 4.  | Girl                       |                 | Rubber Soul      | 2:30 |
| 5.  | In My Life                 |                 | Rubber Soul      | 2:24 |
| 6.  | Words of Love              | Buddy Holly     | Beatles for Sale | 2:12 |
| 7.  | Here, There and Everywhere |                 | Revolver         | 2:22 |

| Nr. | Titel                | Schrijver(s) | Afkomstig van             | Duur |
| --- | -------------------- | ------------ | ------------------------- | ---- |
| 8.  | Something            | Harrison     | Abbey Road                | 3:00 |
| 9.  | And I Love Her       |              | A Hard Day's Night        | 2:28 |
| 10. | If I Fell            |              | A Hard Day's Night        | 2:18 |
| 11. | I'll Be Back         |              | A Hard Day's Night        | 2:21 |
| 12. | Tell Me What You See |              | Help!                     | 2:35 |
| 13. | Yes It Is            |              | B-kant van Ticket to Ride | 1:59 |

| Nr. | Titel                          | Schrijver(s) | Afkomstig van                         | Duur |
| --- | ------------------------------ | ------------ | ------------------------------------- | ---- |
| 14. | Michelle                       |              | Rubber Soul                           | 2:40 |
| 15. | It's Only Love                 |              | Help!                                 | 1:55 |
| 16. | You're Going to Lose That Girl |              | Help!                                 | 2:16 |
| 17. | Every Little Thing             |              | Beatles for Sale                      | 2:01 |
| 18. | For No One                     |              | Revolver                              | 1:59 |
| 19. | She's Leaving Home             |              | Sgt. Pepper's Lonely Hearts Club Band | 3:35 |

| Nr. | Titel                                | Schrijver(s) | Afkomstig van                       | Duur |
| --- | ------------------------------------ | ------------ | ----------------------------------- | ---- |
| 20. | The Long and Winding Road            |              | Let It Be                           | 3:37 |
| 21. | This Boy                             |              | B-kant van I Want to Hold Your Hand | 2:12 |
| 22. | Norwegian Wood (This Bird Has Flown) |              | Rubber Soul                         | 2:02 |
| 23. | You've Got to Hide Your Love Away    |              | Help!                               | 2:07 |
| 24. | I Will                               |              | The Beatles                         | 1:46 |
| 25. | P.S. I Love You                      |              | Please Please Me                    | 2:02 |